# David Emil Bronnert

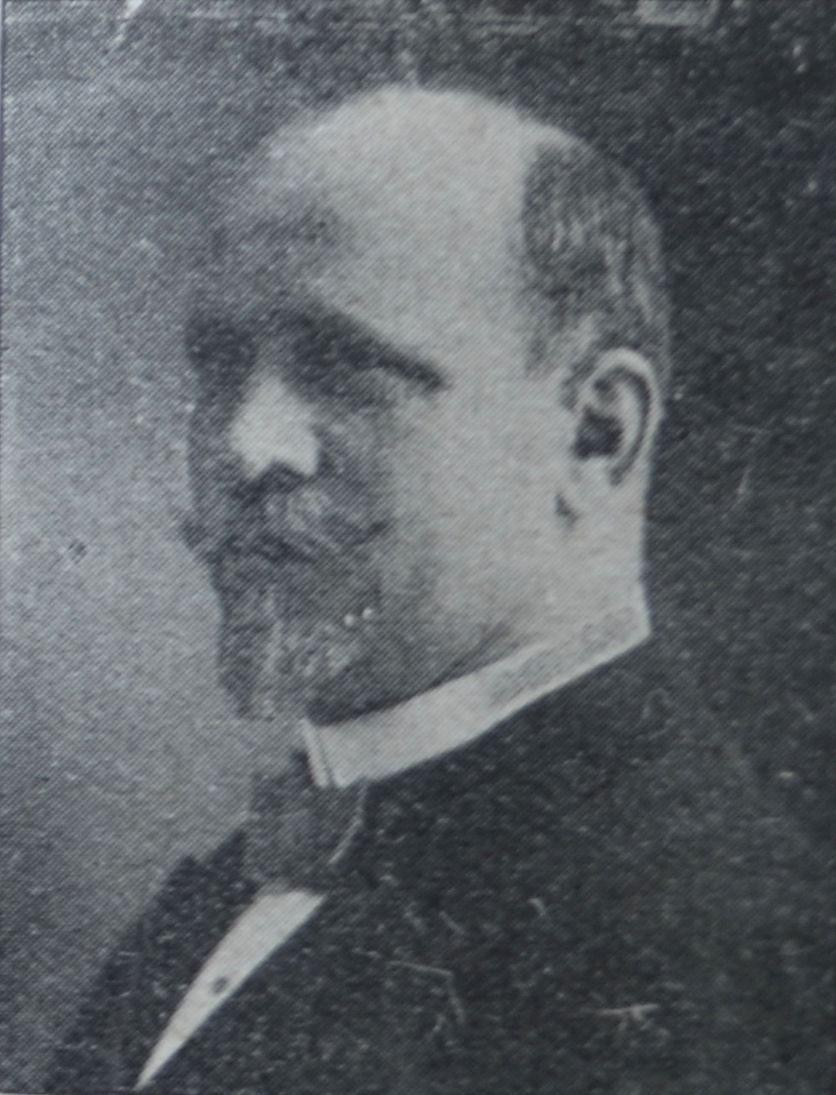
David Emil Bronneri, 1911

David Emil Bronnert (* 17. Januar 1868 in Schiltigheim; † 18. Oktober 1928 in Straßburg) war ein deutscher Industrieller, Chemiker und Politiker. Er war Professor der Chemie und Mitglied der ersten Kammer des Landtags des Reichslandes Elsaß-Lothringen.
David Emil Bronnert war der älteste Sohn des Schuhmachers und Unternehmers David Bronnert in Breuschwickersheim und dessen Frau Anne Catherine geborene Bohr. Bronnert, der Mitglied der Reformierten Kirche von Elsass und Lothringen war, besuchte die Oberrealschule und studierte danach an der Universität Genf, der TH Dresden und der Universität Straßburg. Er wurde zum Dr. phil promoviert. 1884 wurde er Assistent an der Chemieschule in Mülhausen. In einem Privatlabor arbeitete er von 1895 bis 1899 über Kunstfasern und wurde dann zum ordentlichen Professor ernannt.
Er war Mitglied des Aufsichtsrats der Vereinigte Glanzstoff-Fabriken in Elberfeld und Fabrikant in Niedermorschwihr.
1911 wurde David Emil Bronnert von Kaiser Wilhelm II. zum Mitglied der ersten Kammer des Landtags des Reichslandes Elsaß-Lothringen ernannt. Seine Parteizugehörigkeit wird im Staatshandbuch mit liberal angegeben.

## Werke
- Über die Condensation von Isovaleraldehyd mit Glutarsäure Elsässische Druckerei, 1894 (Dissertation)